# Дровнино (Московская область)
Дровнино́ — деревня в Можайском городском округе Московской области. Численность постоянного населения по Всероссийской переписи 2010 года — 47 человек. 

## История
До 2006 года Дровнино входило в состав Дровнинского сельского округа.

## Расположение
Располагается на западе Можайского городского округа примерно в 2 километрах от границы Московской и Смоленской областей и около 14 км к западу от Уваровки.
На востоке граничит с посёлком Цветковский, на северо-западе — с посёлком Карьероуправления, на западе — с СНТ Теплоэнергетик.

## Рельеф
Высота центра деревни над уровнем моря — 256 м. Восточная окраина деревни располагается на левом берегу Москва-реки.

## Инфраструктура
В деревне имеется Дровнинская участковая больница.
В Дровнино действует Богоявленская церковь 1820 года постройки, рядом с которой расположены кладбища Дровнино-1 и Дровнино-2. На кладбище Дровнино-1 покоятся жертвы крушения поезда около станции Дровнино, произошедшего в 1952 году.

## Транспорт
Через деревню проходит единственный маршрут автобуса №40, останавливающийся в пределах деревни на двух остановках — «Дровнино» и «Дровнино-1».
Одноимённая железнодорожная станция располагается примерно в 2 км южнее деревни на территории деревни Сычики.